# Wilmer McLean
(Frase attribuita a Wilmer McLean.)
Wilmer McLean (Alexandria, 3 maggio 1814 – Alexandria, 5 giugno 1882) è stato un agricoltore statunitense.
Piccolo proprietario terriero della Virginia grazie a un vantaggioso matrimonio, fu coinvolto suo malgrado nella guerra civile americana. Nel 1861 la prima battaglia di Bull Run, primo scontro significativo del conflitto tra Stati Uniti e Stati Confederati, fu combattuta infatti sulle terre di sua proprietà, mentre nel 1865, per un'incredibile coincidenza, i due Stati belligeranti si accordarono per la pace all'interno della sua nuova casa di Appomattox. McLean infatti, non sentendosi più al sicuro nella sua vecchia proprietà, si era trasferito a 200 km di distanza nella cittadina di Appomattox per tentare di sfuggire alla guerra, ma senza successo.
Uscito finanziariamente rovinato dal conflitto, fu costretto a vendere entrambe le sue proprietà e tornò nella nativa città di Alexandria, mantenendosi negli ultimi anni di vita come funzionario amministrativo grazie all'amicizia col presidente Ulysses S. Grant. La sua casa di Appomattox, la McLean House, divenne in seguito un museo compreso nell'Appomattox Court House National Historical Park, così come uno dei simboli più rappresentativi della guerra civile americana.

## Biografia

### Origini
Poco è noto di McLean prima della guerra civile americana. Come determinato da Anthony McLean, fratello maggiore di Wilmer, la famiglia era di origine scozzese, discendente dal clan Maclean dell'isola di Mull, un cui membro, Donald, era emigrato nelle Tredici colonie verso la metà del XVIII secolo. Wilmer era il nono dei dodici figli del facoltoso mercante di beni alimentari Daniel McClean e della moglie Lucretia Hodgkinson, ed era nativo di Alexandria, nel distretto di Columbia. Uno dei fratelli, Samuel McLean (1797-1881) sarebbe divenuto il console generale americano a Cuba. Entro il 1823 il giovane era rimasto orfano di entrambi i genitori, e venne cresciuto da parenti.
Da giovane scelse di non seguire la vocazione marinaresca della famiglia, e dopo aver frequentato l'accademia pubblica di Alexandria aprì la propria azienda di commercio con l'eredità lasciatagli dal padre. Prestò in contemporanea servizio nella milizia della Virginia almeno per gli anni 1840, partecipando alla cerimonia inaugurale del Monumento a Washington nel 1848 e alla parata per l'insediamento del presidente Zachary Taylor nel 1849. Venne infine congedato dalla milizia virginiana col grado di maggiore (è però incerto precisamente in quale anno).
Nel 1853 sposò la ricca Virginia Hooe (1818-1893), vedova Mason, dalla quale ebbe quattro figli: John, Lucretia, Nannie e Virginia. Nello stesso 1853 la famiglia, comprendente anche le tre figlie del primo matrimonio di Virginia, si trasferì nella comunità rurale di Manassas, dove Virginia Hooe aveva ricevuto in eredità la piantagione di Yorkshire, grande 1 200 acri (quasi 500 ettari). Per mettere a tacere le malelingue che lo accusavano di aver sposato la moglie solo per la sua ricchezza, Wilmer McLean acconsentì a che la donna il giorno prima del matrimonio creasse un trust per certificare il possesso esclusivo dei suoi beni. McLean si dedicò quindi alla coltivazione e alla vendita di frutta e verdura all'ingrosso, contando sul lavoro di alcuni schiavi; quest'attività gli permise quindi di diventare moderatamente benestante.

### Prima battaglia di Bull Run

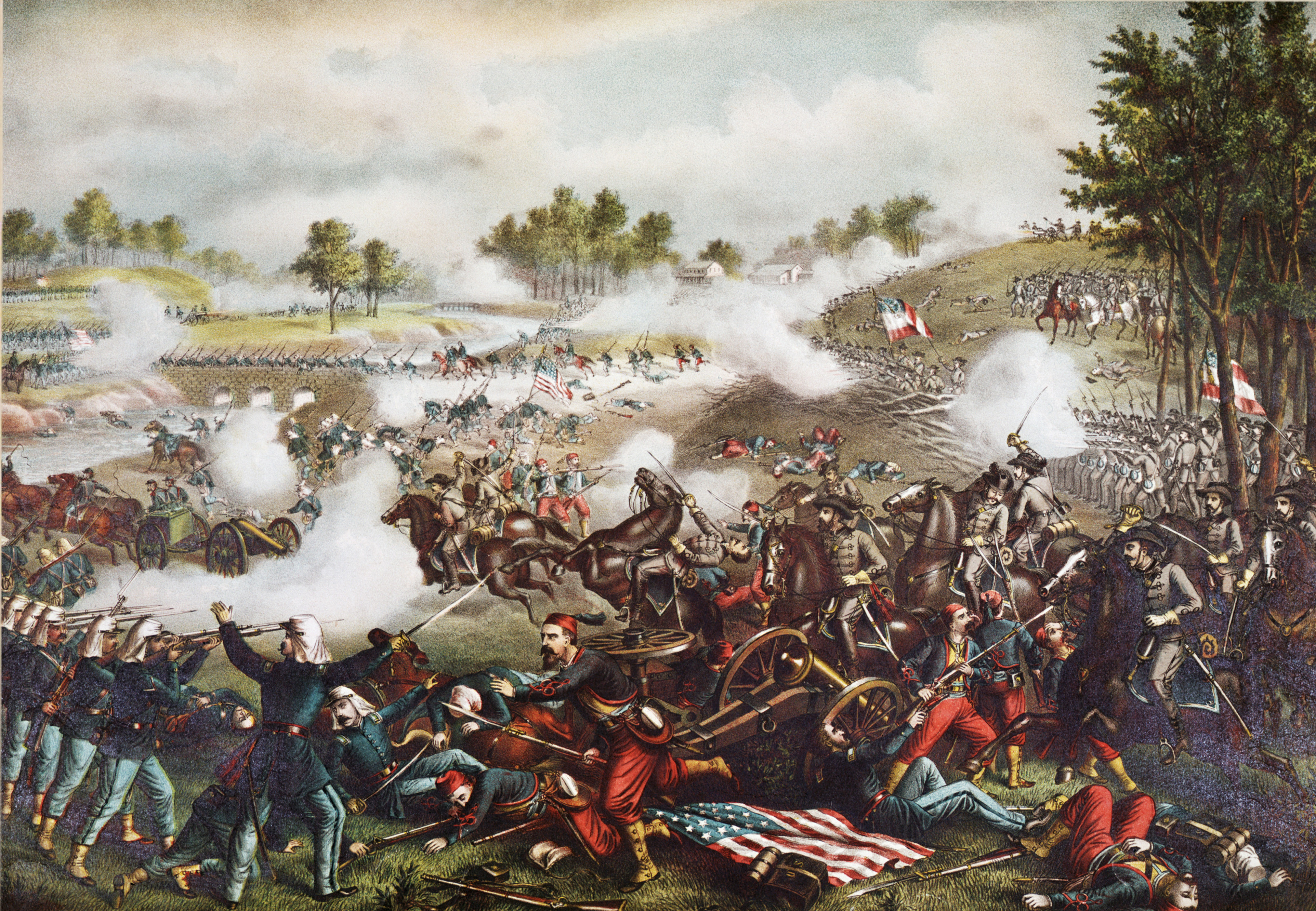
Cromolitografia della prima battaglia di Bull Run, con in primo piano la rotta delle truppe zuave nordiste di fronte all'avanzata confederata (Kurz & Allison, 1889)

Allo scoppio della guerra civile nel 1861 la situazione peggiorò rapidamente per i McLean, nonostante il capofamiglia fosse ormai troppo anziano per combattere: la loro piantagione si trovava infatti estremamente vicina al confine tra gli Stati belligeranti, e fu proprio su parte di essa che, nel luglio 1861, ebbe luogo la prima battaglia di Bull Run, il primo scontro significativo e decisivo del conflitto. Nelle settimane precedenti la battaglia McLean, convinto sudista come il resto della famiglia, collaborò con le nuove autorità confederate, fornendo informazioni sulla zona e vendendo animali e provviste al quartiermastro generale confederato Abraham C. Myers.
La sua proprietà, altamente strategica perché posta a poche centinaia di metri da ben tre ponti sul torrente Bull Run (affluente del fiume Occoquan), venne raggiunta e occupata dai sudisti il 17 luglio 1861. McLean, simpatizzante sudista, offrì pieno sostegno e ospitalità al generale confederato Pierre Beauregard, il quale usò la casa come suo quartier generale. Avutane notizia, i nordisti concentrarono il loro fuoco d'artiglieria contro l'abitazione e, come riportò lo stesso Beauregard, il 18 luglio una palla di cannone fece esplodere la cucina della casa, disintegrando il pasto del generale, allora in cottura sul fuoco, ma non mietendo vittime e venendo per questo definito solo come «un effetto comico». McLean non assistette personalmente ai danni riportati alla proprietà, perché si era allontanato con la famiglia per portarla al sicuro. La prima battaglia di Bull Run si risolse infine in una vittoria confederata, a causa dell'inettitudine dei comandanti nordisti e grazie all'abilità tattica del giovane ufficiale sudista Thomas Jonathan Jackson (detto "Stonewall Jackson"), che sarebbe presto divenuto uno dei generali più noti della guerra.

### Seconda battaglia di Bull Run e trasferimento
Nel prosieguo della guerra McLean si guadagnò da vivere coltivando canna da zucchero e rifornendo l'esercito confederato. Inoltre, data la vicinanza della piantagione di Yorkshire ai campi di battaglia, il governo sudista l'affittò per usarla come ospedale e campo di prigionia. Durante tutta la guerra il governo confederato corrispose a McLean 825 dollari confederati, e il proprietario terriero si mantenne anche rifornendo di merci le navi violatrici del blocco unionista al Sud. Yorkshire, ormai diventata una roccaforte confederata, divenne nota come "Camp Manassas", e alla fine del 1861 vi erano stanziati quasi 800 uomini del 6º North Carolina Regiment (di cui però 138 erano infermi per un'epidemia che vi era scoppiata). Durante l'inverno 1861-62 McLean si occupò da solo dei rifornimenti a Camp Manassas, all'armata del generale Joseph Eggleston Johnston e della raccolta agricola dell'intera zona di Manassas. Dapprima molto generoso e pronto a offrire gratuitamente o quasi il suo aiuto ai confederati, col prosieguo della guerra e la conseguente crisi economica sudista McLean divenne molto più parsimonioso, alzando enormemente i prezzi della propria merce tanto da far lamentare i confederati per gli «assai esorbitanti prezzi di Manassas».

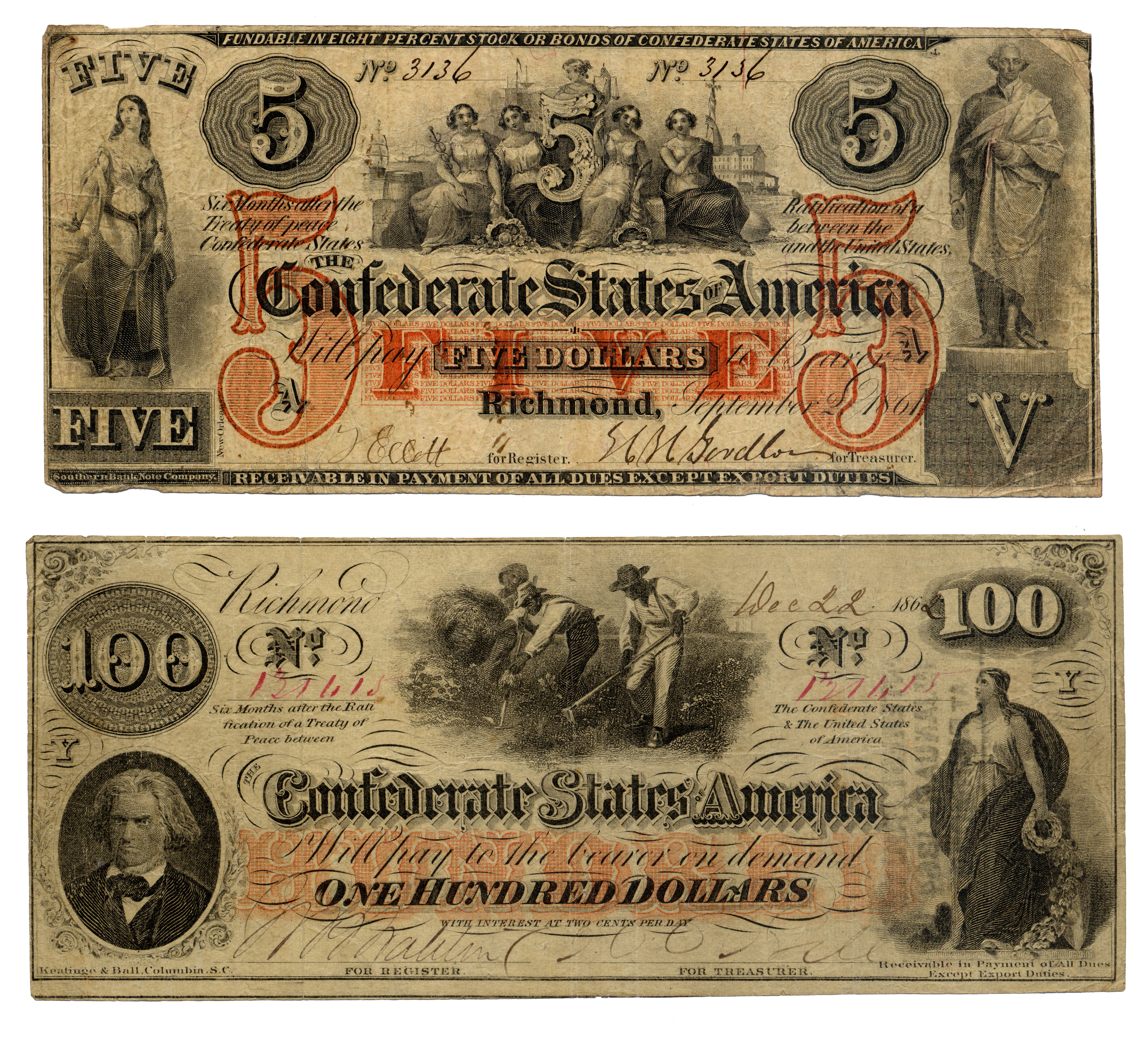
Banconote confederate da 5 e 100 dollari

Nel 1862, sempre vicino a dove abitava la famiglia, venne combattuta la seconda battaglia di Bull Run. Nonostante stavolta i combattimenti non interessassero la loro proprietà, era chiaro che, a causa della guerra, Manassas non era più un posto sicuro dove vivere; i McLean decisero quindi di trasferirsi, spinti a cercare una nuova residenza anche a causa della terza gravidanza di Virginia, della casa ancora in parte danneggiata dagli scontri dell'anno precedente e delle pessime condizioni in cui ormai versava Yorkshire per la malagestione da parte delle autorità confederate. Wilmer McLean acquistò allora una casa vicino ad Appomattox, quasi 200 km a sud di Manassas, andandovi ad abitare con la moglie e i figli e sperando così di trovarsi più lontano dal fronte, e quindi al sicuro.
Per circa due anni i McLean, nella loro nuova residenza, furono effettivamente risparmiati dalla guerra. Prima dell'acquisto da parte di Wilmer McLean, la casa era rimasta sfitta per alcuni anni perché considerata di scarso valore architettonico e perché al centro di una serie di cause civili da parte dei precedenti proprietari. Nel mentre, il capofamiglia continuò la propria attività commerciale, speculando soprattutto sullo zucchero, divenuto un'importante materia prima: ad esempio, nel 1863 entrò in contrasto col generale John Clifford Pemberton perché il militare si rifiutava di autorizzare il trasferimento di un grosso carico di zucchero appartenente a McLean al fine di usarlo come scorta durante l'ormai imminente assedio di Vicksburg. Nel 1864 invece acquistò un gran numero di obbligazioni confederate per tentare di sostenere lo sforzo bellico. Pare comunque che i McLean non intendessero stabilirsi definitivamente ad Appomattox, poiché furono poco coinvolti nella vita della comunità (anche perché di fede episcopale, confessione non seguita da altri nel villaggio).

### Resa di Appomattox

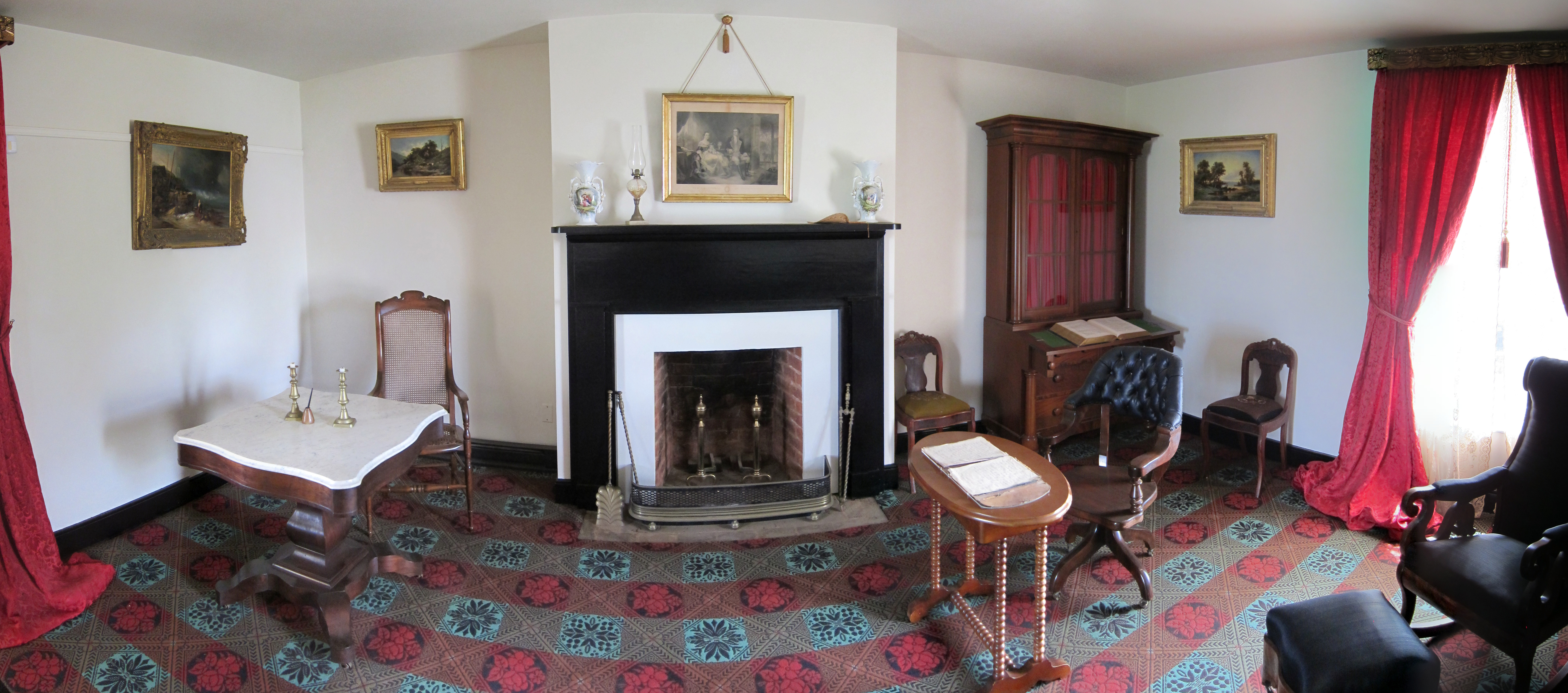
Ricostruzione del soggiorno della casa dei McLean ad Appomattox, luogo della resa confederata

Proprio ad Appomattox, nell'aprile 1865, si svolse l'ultimo atto della guerra civile americana. L'esercito confederato di Robert Edward Lee, abbandonata la capitale ribelle Richmond, a guerra ormai persa e inseguito dall'armata unionista di Ulysses S. Grant, tentò un'ultima resistenza attorno alla cittadina, ma senza successo. Quindi, la mattina del 9 aprile, il generale Lee decise di arrendersi e si accordò con Grant per firmare una tregua; Lee mandò allora il proprio aiutante di campo Charles Marshall a cercare un luogo adatto per la cerimonia. La sera dell'8 aprile McLean fu visitato dal generale Thomas L. Rosser, suo amico dalla prima battaglia di Bull Run, che lo avvisò dell'imminente resa sudista, ormai certa date anche le orde di disertori confederati che attraversavano continuamente il villaggio.
Marshall presto selezionò la nuova dimora dei McLean per l'incontro; il capofamiglia, dopo aver tentato invano d'indirizzarlo verso una casa abbandonata, fu costretto suo malgrado a metterla a disposizione in quanto una delle poche ancora in condizioni confortevoli dopo la battaglia. La casa venne affollata dallo Stato Maggiore unionista, a cui McLean lasciò l'uso del proprio soggiorno, e presto Lee e Grant s'incontrarono e firmarono la resa dei confederati in quella stessa stanza. Molti dei presenti, in memoria dell'evento, vollero prendersi come ricordo vari oggetti dalla casa dei McLean, che venne letteralmente saccheggiata; mentre alcuni, come coloro che portarono via il tavolino usato per la firma, pagarono anche profumatamente McLean, altri non si fecero scrupoli a rubare ogni sorta di suppellettile, come la bambola della piccola Lucretia McLean, sottratta dall'unionista Thomas Moore e poi conservata dalla sua famiglia a New York.

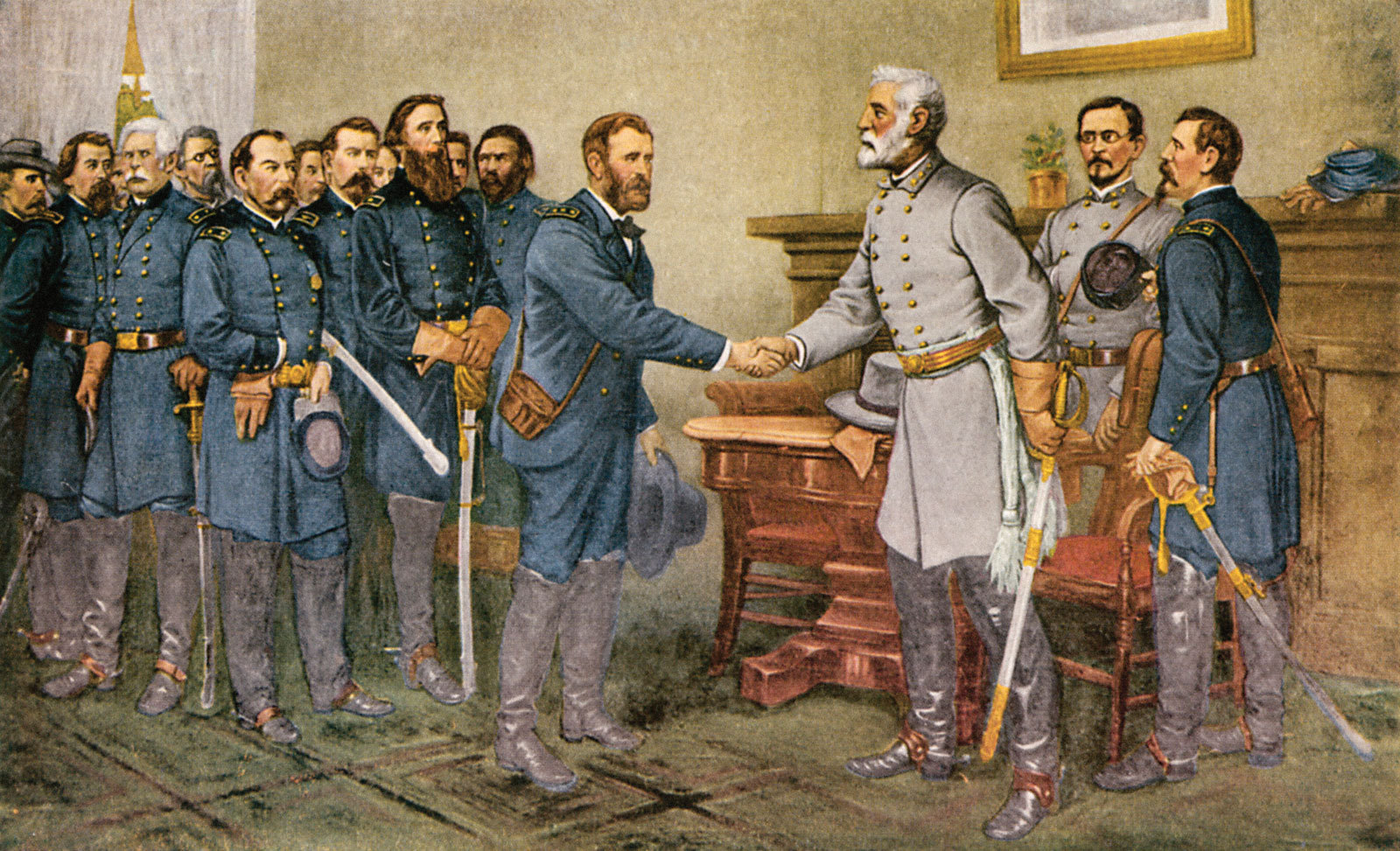
La pace nell'Unione, quadro sulla resa confederata di Thomas Nast (1895); negli schizzi preliminari del quadro compariva anche la figura di McLean, in piedi subito dietro il generale Lee, ma infine il pittore decise di eliminarlo

### Vita successiva
Subito dopo la guerra, la casa di Appomattox venne usata come quartier generale dal generale unionista John Gibbon, che presiedette nei giorni successivi alla redazione dei documenti ufficiali sulla resa sudista. L'edificio cominciò inoltre a essere meta di "pellegrinaggi" e raccolta di souvenir, molti venduti dallo stesso proprietario. Con tutta probabilità McLean, rassegnandosi alla nuova condizione di "meta turistica" della sua nuova casa, volle lucrare sul fenomeno, rivendendo anche oggetti non originariamente suoi, tanto che ne vendette una quantità spropositata per una sola abitazione, rifacendosi in parte delle perdite subite. Arrivò anche a vendere immagini e cartoline della propria casa chiedendo addirittura, per lettera, al generale Lee se fosse disposto a farsi fotografare davanti alla McLean House a fini commerciali, richiesta che Lee rifiutò con freddezza. Spesso importunato nel periodo successivo dai continui passaggi di bande di soldati unionisti, ottenne dal generale Philip Henry Sheridan un ordine che proibiva l'intrusione nella sua proprietà (documento che tuttavia ebbe scarso effetto).
Dopo la fine della guerra McLean si mantenne rivendendo beni alimentari all'esercito nordista, che si apprestava a occupare permanentemente il Sud nell'ottica dell'era della ricostruzione, partecipando poi alla realizzazione del cimitero militare di Appomattox per seppellire i caduti dell'ultima battaglia prima della resa. Lasciò infine Appomattox nel 1867, per tornare prima a Manassas e poi nella nativa Alexandria. Due anni più tardi, oberato dai debiti contratti e dal fallimento del dollaro confederato, fu costretto a vendere la McLean House per poco più di 3 000 dollari. La casa venne in seguito demolita da speculatori con l'idea di rimontarla come attrazione alla Fiera Colombiana di Chicago del 1893 e poi a Washington, ma non se ne fece nulla. La casa fu in seguito ricostruita come testimonianza storica.
Nel 1865 il patrimonio di McLean consisteva in 40 000 dollari confederati, cifra apparentemente enorme per l'epoca, ma dal basso valore a causa dell'inflazione dovuta alla guerra e al fallimento della moneta sudista. La piantagione di Yorkshire era ormai in rovina e inutilizzabile, e solo l'amicizia col colonnello John S. Mosby gli permise di sopravvivere: convinto da Mosby a diventare un sostenitore del Partito Repubblicano, partecipò alla campagna elettorale di Ulysses Grant durante le elezioni presidenziali del 1872 e venne in cambio assunto nell'amministrazione locale come doganiere. Nel 1876 il colonnello Mosby lo raccomandò a Ulysses Grant, ormai presidente degli Stati Uniti d'America e con cui il piantatore era rimasto in buoni rapporti, per una posizione al Dipartimento del Tesoro; nonostante l'approvazione del presidente la candidatura di McLean venne comunque scartata, probabilmente a causa di una resa dei conti politica interna al dipartimento. Fu comunque nominato ispettore fiscale come ripiego, lavorando fino al 1880. Andato in pensione, morì nel 1882 e venne sepolto nel locale cimitero episcopale di St. Paul.

## Lascito storico

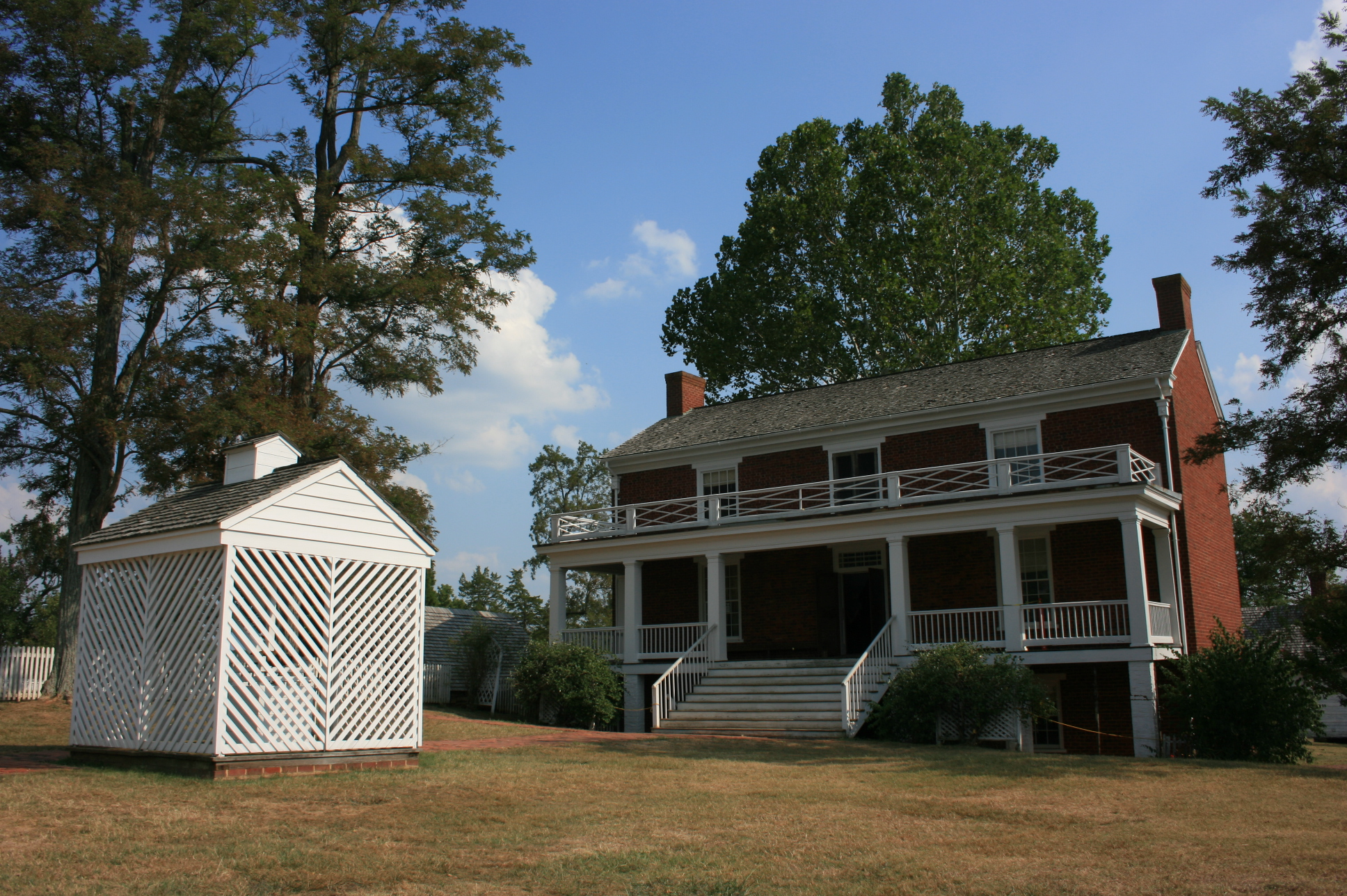
La McLean House nel 2008

Nonostante McLean di per sé non sia stato una figura chiave della storia americana, l'incredibile serie di sfortunate coincidenze che lo coinvolsero lo resero estremamente noto, facendolo definire da alcuni «l'alfa e l'omega» della guerra civile. Inizialmente non molto conosciuta, la sua storia si diffuse grazie al lavoro storiografico di Edward Porter Alexander, generale confederato durante la guerra civile e in seguito uno dei suoi massimi memorialisti, amico di famiglia dei McLean e primo a notare la stranezza delle circostanze.
La sua residenza di Appomattox, ormai non più di sua proprietà, nonostante la sua enorme valenza storica andò incontro tra la fine del XIX secolo e l'inizio del XX a una serie di speculazioni non riuscite, ed entro il 1930 era ridotta a poco più che un mucchio di rovine. In quell'anno venne tuttavia acquistata dal Congresso degli Stati Uniti, che la restaurò e che dal 1949 l'ha adibita a museo. Vi è conservata, tra gli altri cimeli della guerra civile, anche la bambola di Lucretia McLean, donata dalla famiglia Moore al governo degli Stati Uniti.
La piantagione di Yorkshire, invece, non esiste più; rimane quale testimonianza una stele informativa che ricorda la sua storia. La zona, per la sua valenza storica come sito della prima grande battaglia della guerra civile, fa inoltre parte del Manassas National Battlefield Park.

### Annotazioni
1. ↑  La frase è riportata in molte versioni alternative, che tuttavia ne mantengono il senso. Cfr. note successive.
2. ↑  La grafia del cognome è più volte variata tra le successive generazioni, con Wilmer che prediligeva la resa McLean. Cfr. Cauble 1969, p. 4.
3. ↑  La contea di Alexandria fu l'unica contea a far parte del distretto di Columbia fino al 1846, quando i cittadini votarono in un referendum per la sua "retrocessione" in Virginia. Cfr. (EN) Historical Society of Washington, Get to know D.C., su citymuseumdc.org. URL consultato il 7 gennaio 2024 (archiviato dall'url originale il 6 febbraio 2007).
4. ↑  Nonostante la differenza d'età, pare che Wilmer McLean e Robert Edward Lee, che a sua volta frequentò l'accademia, fossero compagni di corso. Cfr. Cauble 1969, p. 26.
5. ↑  Circa 21 000 dollari del 2013. Cfr.  Rebecca McTear, The [American Civil] War Started In My Front Yard And Ended In My Parlor, su todayifoundout.com.
6. ↑  Come padrone di casa è probabile (ma non certo, visto che alcuni testimoni lo riportano in stato confusionale) che McLean abbia assistito direttamente alla capitolazione confederata (Cfr. Cauble 1969, pp. 83-85). Inoltre nella biografia di Philip Henry Sheridan il suo nome è riportato incorrettamente come Wilbur McLean. Cfr. Burr e Hinton 1888, p. 300.
7. ↑  Non è tuttavia chiaro chi sia stato a effettuare tale pagamento; tra i "candidati" vi sono Philip Sheridan (il più probabile), Edward Ord e George Armstrong Custer. Cfr. Burr e Hinton 1888, p. 303.
8. ↑  Circa 46 000 dollari del 2013. Cfr.  Rebecca McTear, The [American Civil] War Started In My Front Yard And Ended In My Parlor, su todayifoundout.com.
9. ↑  Date le rapide fluttuazioni del reale valore del dollaro confederato durante la guerra e il numero di esemplari emessi relativamente ridotto, è difficile determinarne l'esatto valore odierno. Una stima assai approssimata dell'allora patrimonio di McLean corrisponderebbe a circa 800 000 dollari odierni, anche se esemplari delle banconote confederate da 1000 dollari sono stati venduti a 35 000 dollari l'uno. Cfr. (EN) James Chen e Somer Anderson, Confederate Dollar (CSD): History, Demise, su investopedia.com, 27 giugno 2022. URL consultato il 7 gennaio 2024 (archiviato dall'url originale il 5 dicembre 2023).
10. ↑  Lo stesso Alexander era imparentato alla lontana con la famiglia McLean: lo zio di sua moglie, John S. Mason, era infatti il primo marito di Virginia Hooe, moglie di Wilmer McLean. Cfr. Cauble 1969, pp. 48-49 e The Saga of Wilmer McLean, su nps.gov.

### Riferimenti
1. 1 2 3 4 5 6 7 8 9 10 11 12 13 14 15 16 17 18 19 20 21 22 23 24 25 26 27 28 29 30  (EN) Rebecca McTear, The [American Civil] War Started In My Front Yard And Ended In My Parlor, su todayifoundout.com, 18 marzo 2013. URL consultato il 2 dicembre 2023 (archiviato l'8 giugno 2023).
2. 1 2 3 4 5 6 7 8 9 10 11 12 13 14 15 16 17 18 19 20 21 22 23 24 25  (EN) Sean Braswell, How the U.S. Civil War Started and Ended in One Man's House, su ozy.com, 12 aprile 2015. URL consultato il 3 dicembre 2023 (archiviato il 10 maggio 2020).
3. 1 2 3  Hakim 2012, p. 139.
4. 1 2 3 4 5 6 7 8 9 10 11 12 13 14 15 16 17 18 19 20 21  (EN) Kaleena Fraga, How The Civil War Started And Ended On Virginia Grocer Wilmer McLean’s Property, su allthatsinteresting.com, 9 gennaio 2021. URL consultato il 10 dicembre 2023 (archiviato dall'url originale il 4 giugno 2023).
5. 1 2 3 4 5 6 7 8 9 10 11 12 13 14 15 16 17  (EN) Wilmer McLean, su it.findagrave.com. URL consultato il 3 dicembre 2023 (archiviato il 30 marzo 2022).
6. ↑  Cauble 1969, p. 3.
7. ↑  Cauble 1969, p. 4.
8. ↑  Cauble 1969, pp. 11-13.
9. 1 2 3 4 5 6 7  (EN) Wilmer McLean, su nps.gov. URL consultato il 3 dicembre 2023 (archiviato il 17 aprile 2023).
10. 1 2  Cauble 1969, p. 23.
11. ↑  Cauble 1969, pp. 21 e 27.
12. ↑  Cauble 1969, pp. 16-17.
13. ↑  Cauble 1969, pp. 4-9.
14. ↑  Cauble 1969, pp. 31-33.
15. 1 2  Cauble 1969, p. 33.
16. 1 2 3 4 5 6 7 8  (EN) Rob Crotty, The peculiar story of Wilmer McLean, su prologue.blogs.archives.gov, 10 novembre 2010. URL consultato il 3 dicembre 2023 (archiviato il 9 novembre 2023).
17. ↑  Cauble 1969, p. 34.
18. ↑  Cauble 1969, p. 37.
19. 1 2 3 4  (EN) The Saga of Wilmer McLean, su nps.gov. URL consultato il 10 dicembre 2023 (archiviato dall'url originale il 21 novembre 2023).
20. ↑  Cauble 1969, pp. 38-39.
21. ↑  Cauble 1969, pp. 45-46.
22. ↑  Cauble 1969, p. 42.
23. 1 2 3 4 5  (EN) Blake Stilwell, The Civil War started and ended at the same guy’s house, su wearethemighty.com, 28 gennaio 2019. URL consultato il 10 dicembre 2023 (archiviato dall'url originale il 2 dicembre 2023).
24. ↑  Cauble 1969, p. 50.
25. ↑  Cauble 1969, p. 49.
26. ↑  Cauble 1969, p. 53.
27. 1 2  Cauble 1969, p. 40.
28. ↑  Cauble 1969, p. 43.
29. ↑  Cauble 1969, p. 56.
30. ↑  Cauble 1969, pp. 56-57.
31. ↑  Cauble 1969, pp. 59-60.
32. ↑  Cauble 1969, pp. 60-61.
33. 1 2 3 4 5  (EN) Joe Williams e Ryan Henry, Lula McLean's Rag Doll, su nps.gov. URL consultato il 3 dicembre 2023 (archiviato il 19 giugno 2023).
34. ↑  Cauble 1969, pp. 71-72.
35. ↑  Cauble 1969, pp. 63-66.
36. ↑  Cauble 1969, p. 74.
37. ↑  Cauble 1969, p. 75.
38. 1 2 3  Marshall.
39. ↑  Cauble 1969, pp. 77-79.
40. ↑  Cauble 1969, p. 80.
41. ↑  (EN) Furniture used by Grant and Lee at Appomattox, su civilwar.si.edu. URL consultato il 3 dicembre 2023 (archiviato il 18 aprile 2023).
42. ↑  Burr e Hinton 1888, p. 303.
43. ↑  Cauble 1969, p. 85.
44. ↑  Cauble 1969, p. 87.
45. ↑  Cauble 1969, p. 82.
46. ↑  Cauble 1969, pp. 88-89.
47. ↑  Cauble 1969, pp. 87-88.
48. ↑  Cauble 1969, pp. 93-99.
49. ↑  Cauble 1969, p. 81.
50. ↑  Cauble 1969, p. 92.
51. ↑  Cauble 1969, p. 103.
52. ↑  Cauble 1969, pp. 104-106.
53. 1 2 3 4 5  (EN) The McLean House - Site of the Surrender, su nps.gov. URL consultato il 4 dicembre 2023 (archiviato il 28 maggio 2023).
54. ↑  Cauble 1969, pp. 107-108.
55. ↑  Cauble 1969, p. 91.
56. ↑  Cauble 1969, p. 68.
57. ↑  Cauble 1969, p. 109.
58. ↑  Cauble 1969, p. 27.
59. ↑  Cauble 1969, pp. 111-113.
60. ↑  Cauble 1969, p. 113.
61. ↑  Cauble 1969, p. 14 e 114.
62. ↑  Cauble 1969, p. 124.
63. ↑  Cauble 1969, pp. 47-48.
64. ↑  Cauble 1969, p. 89.
65. ↑  Cauble 1969, p. 1.

### Primaria
- (EN) Frank A. Burr e Richard J. Hinton, "Little Phil" and His Troopers: The Life of Gen. Philip Sheridan, Providence, J.A. & R.A. Reid, 1888,  pp. 300-303.
- (EN) Charles Marshall, XII - Appomattox, Colonel Marshall's Story of the Surrender, in An Aide De Camp Of Lee - Being The Papers Of Colonel Charles Marshall, Pickle Partners Publishing, 2014  [XIX secolo].

### Secondaria
- (EN) Frank P. Cauble, Biography of Wilmer McLean (PDF), Washington, Dipartimento degli Interni degli Stati Uniti d'America, 1969.
- (EN) Joy Hakim, 29 - Mr. McLean's Parlor, in A History of US: War, Terrible War, New York, Università di Oxford, 2012  [1993],  pp. 138-142, ISBN 978-0-19-518899-8.